# Pa'llá voy
Pa'lla Voy es el decimotercer álbum de estudio del cantante estadounidense Marc Anthony, lanzado el 4 de marzo de 2022 por Sony Music Latin.
Esta canción tiene como origen el sencillo de la banda Africando “Ya boy”.
El álbum cuenta con el estilo tropical de Marc Anthony, entre salsa, danzón y otros ritmos tropicales. Asimismo, fue estrenado con el sencillo «Nada de nada».
De este álbum, se desprenden algunos sencillos como: «Pa'lla voy» y «Mala» entre otros.

## Lista de canciones
| N.º | Título               | Duración |  |
| 1.  | «Pa'lla Voy»         | 4:07     |  |
| 2.  | «Yo le mentí»        | 4:35     |  |
| 3.  | «No se quita»        | 3:40     |  |
| 4.  | «Nada de nada»       | 4:12     |  |
| 5.  | «Amor no tiene sexo» | 3:20     |  |
| 6.  | «Mala»               | 3:48     |  |
| 7.  | «Gimme Some More»    | 3:21     |  |
| 8.  | «El que te amaba»    | 4:08     |  |
| 9.  | «Si fuera fácil»     | 4:38     |  |